# Volksbank Düren
Die Volksbank Düren eG war eine im Jahr 1912 gegründete Genossenschaftsbank mit acht Geschäftsstellen und einer SB-Stelle in Düren und den Nachbargemeinden.

## Organisation
Die Volksbank Düren eG unterhielt in der Region insgesamt sechs Geschäftsstellen in Düren, Lendersdorf, Schlich, Niederzier, Merzenich und Kelz.
Eng verbunden mit dem genossenschaftlichen Gedanken bot die Volksbank Düren eG über die Bankgeschäfte hinaus durch ihre Verbundpartner eine Vielzahl an Finanzprodukten an. Zu diesen Verbundpartnern gehörten die Bausparkasse Schwäbisch Hall AG, die R+V Versicherung, die Fondsgesellschaft Union Investment, die DZ Bank als Zentralbank sowie deren Privatbank DZ PRIVATBANK S.A. und die Leasingtochter der DZ Bank die VR Leasing AG und die WL Bank als Pfandbriefbank.

## Geschichte
Die Volksbank Düren eG hatte ihre Wurzeln in dem am 15. Dezember 1912 gegründeten Spar- und Darlehenskassenverein Derichsweiler eGmuH.
Am 13. Juni 1916 beschloss die Generalversammlung die Änderung der Firma auf Spar- und Darlehenskasse Derichsweiler eGmbH zu Derichsweiler. Per Generalversammlungsbeschluss vom 19. Februar 1965 änderte die Kreditgenossenschaft ihre Rechtsform in eine eingetragene Genossenschaft mit beschränkter Haftung. Jeder Genosse konnte maximal zehn Geschäftsanteile erwerben. Auf Basis des Verschmelzungsvertrages vom 8. März 1968 fusionierte die Spar- und Darlehenskasse Derichsweiler eGmbH mit der Spar- und Darlehenskasse-Merken-Hoven. Von nun an war Heinz Schulte aus Derichsweiler Vorstandsvorsitzender.
Am 13. April 1973 beschloss die Generalversammlung die Umfirmierung der Kreditgenossenschaft, so dass ab 1974 die Firma in Raiffeisenbank Düren-Derichsweiler eG geändert wurde. Nach Zustimmung der Mitglieder übernahm die Genossenschaft am 24. Juni 1977 die Spar- und Darlehenskasse Schlich-Echtz eG. Als Folge dieser Fusion wurde der Name in Raiffeisenbank Düren-West eG geändert.
Im Zuge der Umfirmierung vom 19. Oktober 1979 nannte man die Bank dann Raiffeisenbank Düren eG. Nach der Fusion mit der ursprünglichen Volksbank Düren eG (1893 gegründet als Lendersdorfer Spar- und Darlehenskassenverein), auf der Grundlage des Verschmelzungsvertrages vom 2. und 5. September 1986, firmierte die Kreditgenossenschaft als Volksbank-Raiffeisenbank Düren eG. Damit tauchte erstmals das Wort „Volksbank“ im Namen des ursprünglichen Spar- und Darlehenskassenverein Derichsweiler auf. In der Generalversammlung am 13. Juni 1990 wurde der Firmenname Volksbank Düren eG beschlossen.
Im Jahre 2021 fusionierte die Volksbank Düren mit der Volksbank Euskirchen eG. Aus der Volksbank Düren wurde die Volksbank Düren, Zweigniederlassung der Volksbank Euskirchen eG.

## Einlagensicherung
Die Volksbank Düren eG war der amtlich anerkannten BVR Institutssicherung GmbH und der zusätzlichen freiwilligen Sicherungseinrichtung des Bundesverbandes der Deutschen Volksbanken und Raiffeisenbanken (BVR) angeschlossen.

## Gesellschaftliches Engagement
Die Volksbank Düren eG engagierte sich für Düren durch Unterstützung der ortsansässigen Vereine in Form von Sach- und Geldspenden.